# Коста-Брава

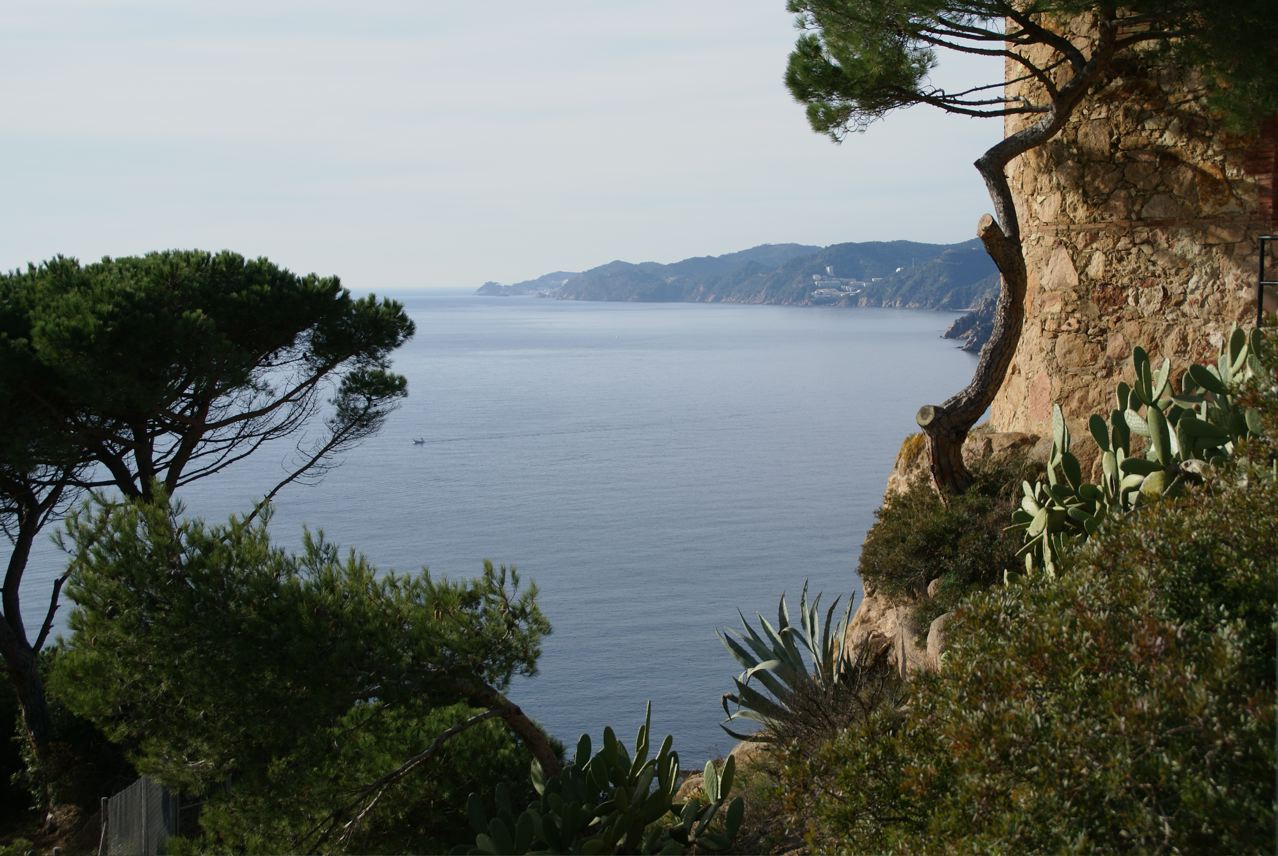
Прибрежный пейзаж на Коста-Брава

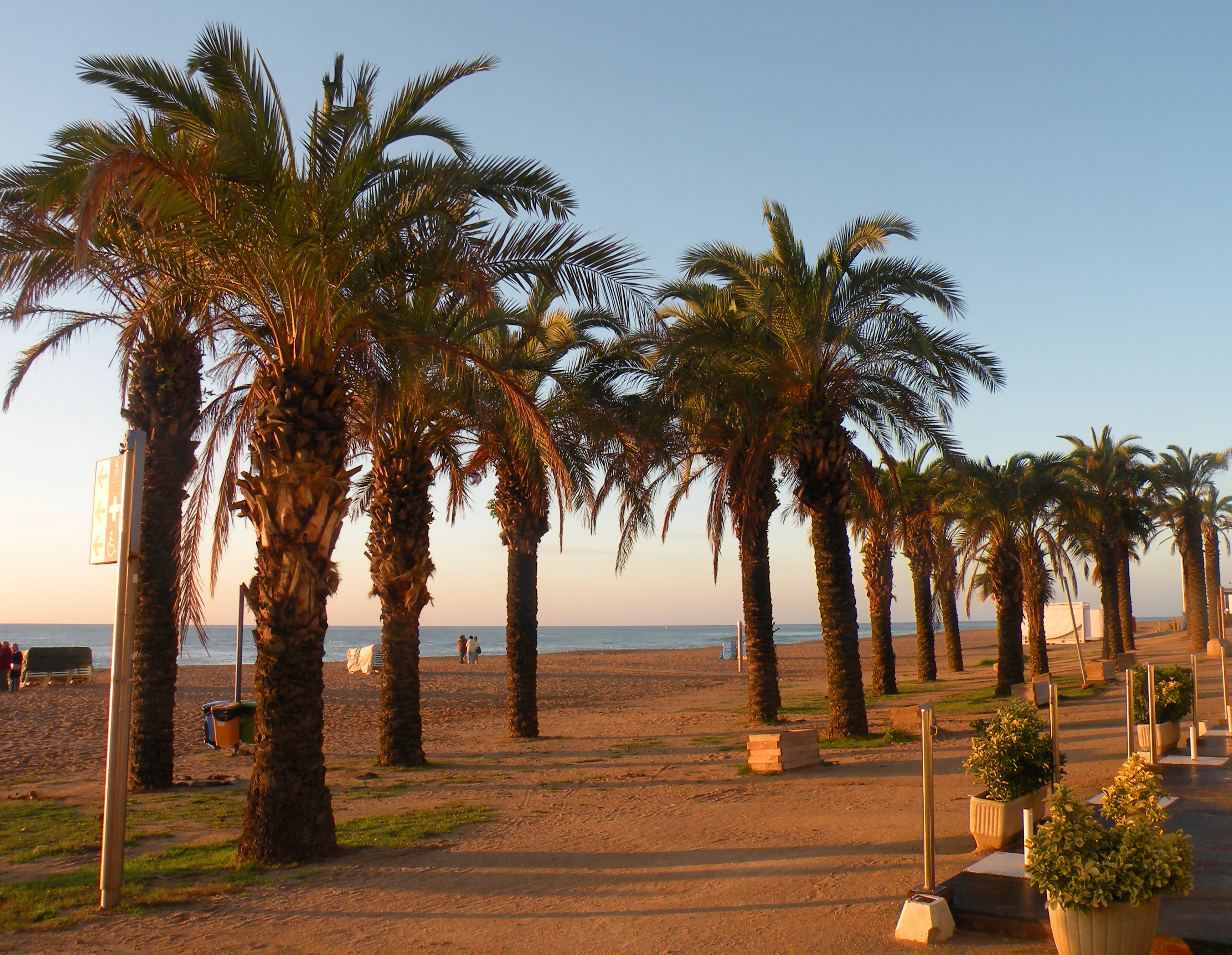
Пляж у Сан-Фелио

Ко́ста-Бра́ва (кат. и исп. Costa Brava, «дикий, скалистый, суровый берег») — полоса средиземноморского побережья на северо-востоке Каталонии, в провинции Жирона, в составе Испанского королевства. Зона Коста-Брава включает в себя территории районов Альт-Эмпорда и Баш-Эмпорда. Простирается на 162 км от города Бланес до границы с Францией. К северу от Коста-Бравы находится Коста-Бермеха, к югу — Коста-дель-Маресме.

## Комарки
Побережье включает в себя 3 комарки:
- Сельва
- Баш-Эмпорда
- Альт-Эмпорда

Но часто к ним приписывают еще 2 комарки:
- Жиронес
- Пла-де-л’Эстань

## Общая информация

### Язык
Каталония имеет два официальных языка: каталанский и испанский (кастильский). Большая часть местного населения обычно говорит на каталанском, однако все понимают и могут общаться на испанском языке.

### Время
Как и в большинстве европейских стран, действует Центральноевропейское время.

## География и история
Рельеф побережья составляют неприступные утёсы и скалы, поросшие пиренейскими соснами, пиниями и пихтами. Утёсы перемежаются живописными бухтами и заливами, с пляжами из белого песка и гальки. Южнее начинаются чисто-песчаные пляжи, которыми славится, в частности, Льорет-де-Мар.
В горах, возвышающихся над побережьем, сохранились древние дольмены и развалины старинных замков. Хорошо известна гора Вердера (кат. Verdera), на склоне которой расположен бывший бенедиктинский монастырь Св. Петра из Родеса (каталан.), а на вершине — руины Вердерского замка (каталан.), известного как «Сан-Сальвадор-де-Вердера» (кат. castell de Verdera, Sant Salvador de Verdera). Многое связано здесь с жизнью и деятельностью Сальвадора Дали: театр-музей Сальвадора Дали в Фигерасе, дом-музей Дали в Кадакесе и замок Гала-Дали, коий был подарен художником своей музе и возлюбленной.
В 1998 г. города Коста-Бравы подписали туристическо-экологическую хартию «Carta de Tossa».
В начале XXI века здесь разгорелась конкурентная война двух сопредельных курортных ассоциаций: «Коста-Брава» и «Треугольник Дали» (города Портлигат, Пубул и Фигуэрес).

## Транспорт
Коста Брава благодаря своему географическому положению, имеет разветвленную транспортную инфраструктуру. В регионе функционирует железнодорожный, автобусный, авиа транспорт.
Жирона находится 104 км от Барселоны и в 62 км от границы с Францией, и соединяет их автомагистралью E-15.
Около Жироны находится аэропорт Коста-Брава, откуда выполняются рейсы в разные города Европы.